# Алексеј Сарана
Алексеј Васиљевић Сарана (рус. Алексей Васильевич Сарана; Москва, 26. јануар 2000) је српски шаховски велемајстор руског порекла. 2023. освојио је појединачно Европско првенство у шаху 2023 и екипно Првенство Европе са репрезентацијом Србије.

## Одрастање, образовање и долазак у Србију
Алексејеви родитељи су етнички Руси родом из околине Кијева. Алексеј је студирао на Руском универзитету физичке културе. 2018. прешао је на Уралски рударски универзитет.
Због рата у Украјини руским шахистима је на појединачним такмичењима онемогућено да се такмиче под руском заставом, док на екипним такмичењима уопште не могу да учествују. Шаховски савез Русије од пролећа 2022. је прешао у Азијску шаховску федерацију. Међународна шаховска федерација (ФИДЕ) је зато у фебруару 2023. руским шахистима омогућила да без ограничења и трошкова промене савезе, што су искористили Алексеј Сарана и Александар Предке да постану чланови Шаховског савеза Србије.
ФИДЕ је 21. априла 2023. године, позитивно одговорила на захтев Шаховског савеза Србије и потврдила прелазак велемајстора Алексеја Саране на српску рејтинг листу.

## Шаховска каријера
Алексеј је учио шах у клубу Октобарска застава (рус. Знамя Октября), који је тако назван по области која је од 2012. део Новомосковског административног округа Москве. Први тренер био му је Сергеј Анатољевић Смирнов. Затим је учио код велемајстора Владимира Белова.
Сарана је међународну мајсторску титулу стекао 2016. а титулу велемајстора 2017.
У фебруару 2018. учествовао је на Аерофлот Опен-у, где је освојио 49. место у конкуренцији 52 шахиста. У марту 2018. учествовао је на Европском појединачном првенству у шаху и заузео 22. место   2018. постао је првак света у брзопотезном шаху за узраст до 18 година на турниру одржаном у Грчкој.
У јулу 2019. Сарана је попедио у Вишу лигу првенства Русије (рус. Высшая лига чемпионата России по шахматам), чиме се квалификовао за Суперфинале 71. Првенства Русије у шаху. У суперфиналу је завршио на 9. месту.
У 2019. Сарана је поделио прво место са Александром Предкеом у Вишој лиги руског првенства. Овим резултатом се другу годину заредом пласирао у Суперфинале Првенства Русије у шаху. Учествовао је на Светском првенству 2019. изгубивши у првом колу од сународника Александра Предкеа.
На Светском првенству у шаху 2023. Сарана је стигао до осмине финала победивши 6. носиоца Веслија Соа у четвртом колу. 2023. освојио је појединачно Европско првенство у шаху. У јесен 2023. године освојио је Екипно првенство Европе у Будви као друга табла у саставу репрезентације Србије. У децембру 2023. победио је у Загребу на Првенству Европе у убрзаном шаху.
Миодраг Перуновић, селектор шаховске репрезентације Србије, изјавио је да "Сарана има тврд и тешко пробојан стил. Да је белим фигурама изразито јак, класичан представник млађе генерације и невероватно добар теоретичар“.

## Резлтати
Стандардни шах:
| Година | Место           | Турнир                         | Победа | Пораза | Ремија | Резултат         | Пласман |
| ------ | --------------- | ------------------------------ | ------ | ------ | ------ | ---------------- | ------- |
| 2014   | Минск           | Меморијал Бронштајна           | 4      | 2      | 3      | 5½ из 9 партија  | [ 19 ]  |
| 2014   | Рига            | Рижски технички универзитет    | 5      | 2      | 2      | 6 из 9 партија   | [ 20 ]  |
| 2015   | Јерусалим       | Првенство Европе               | 3      | 3      | 5      | 5½ из 11 партија | [ 21 ]  |
| 2015   | Москва          | Аерофлот Опен                  | 4      | 0      | 5      | 5½ из 9 партија  | [ 22 ]  |
| 2015   | Санкт-Петербург | Меморијал Чигорина             | 5      | 1      | 3      | 6½ из 9 партија  | [ 23 ]  |
| 2016   | Санкт-Петербург | Меморијал Чигорина             | 6      | 1      | 2      | 7 из 9 партија   | [ 24 ]  |
| 2018   | Јарослав        | Виша лига 71. Првенства Русије |        |        |        | 6½ из 9 партија  | 1 (1—2) |
| 2018   | Сатка           | Виша лига 71. Првенства Русије | 1      | 2      | 8      | 5 из 11 партија  | 9       |
| 2023   | Врњачка Бања    | Првенство Европе               | 6      | 0      | 5      | 8½ из 11 партија | 1 (1—3) |

Брзопотезни шах - Рапид:
| Година | Град    | Турнир           | Победа | Пораза | Ремија | Резултат         | Пласман    |
| ------ | ------- | ---------------- | ------ | ------ | ------ | ---------------- | ---------- |
| 2021   | Варшава | Првенство света  | 6      | 2      | 5      | 8½ из 13 партија | 19 (12—19) |
| 2022   | Алмати  | Првенство света  | 4      | 0      | 9      | 8½ из 13 партија | 16 (9—22)  |
| 2023   | Загреб  | Првенство Европа | 8      | 0      | 3      | 9½ из 11 партија | 1          |

Брзопотезни шах - Блиц:
| Година | Град    | Турнир          | Победа | Пораза | Ремија | Резултат          | Пласман    |
| ------ | ------- | --------------- | ------ | ------ | ------ | ----------------- | ---------- |
| 2021   | Варшава | Првенство света | 10     | 5      | 6      | 13 из 21 партије  | 20 (17—23) |
| 2022   | Алмати  | Првенство света | 14     | 6      | 1      | 14½ из 21 партије | 7 (4—7)    |